# Sekong (provins)
Sekong, (lao:  ເຊກອງ) är en provins i sydöstra Laos. Provinsen hade 113 048 invånare år 2015, på en area av 7 665 km². Provinshuvudstaden är Sekong.

## Administrativ indelning
Provinsen är indelad i följande distrikt:
1. Dakcheung (15-03)
2. Kaleum (15-02)
3. Lamam (15-01)
4. Thateng (15-04)